# M 37 (звёздное скопление)
M 37 (Мессье 37, NGC 2099) — рассеянное звёздное скопление в созвездии Возничего.
В скоплении наблюдаются 19 белых карликов, из них 11 находятся в диапазоне масс от 0,75 до 0,95 масс Солнца. Один из белых карликов этого скопления имеет очень большую массу для данного типа объектов: 1,28 масс Солнца.
Оценка количества звёзд главной последовательности в NGC 2099 даёт количество 1599 звёзд. Доля красных звёзд в NGC 2099 больше, чем в NGC 6866.
В скоплении обнаружено 24 переменные звезды. Из них 9 являются переменными звёздами типа Дельты Щита (но, скорее всего, только 2 из них принадлежат М 37), 7 — затменными двойными, 1 — пекулярная переменная.

## История открытия
Это скопление открыл Джованни Баттиста Годиерна ещё до 1654 года, но это выяснилось только в 1984 году. Шарль Мессье независимо обнаружил его в 1764 году.

## Наблюдения

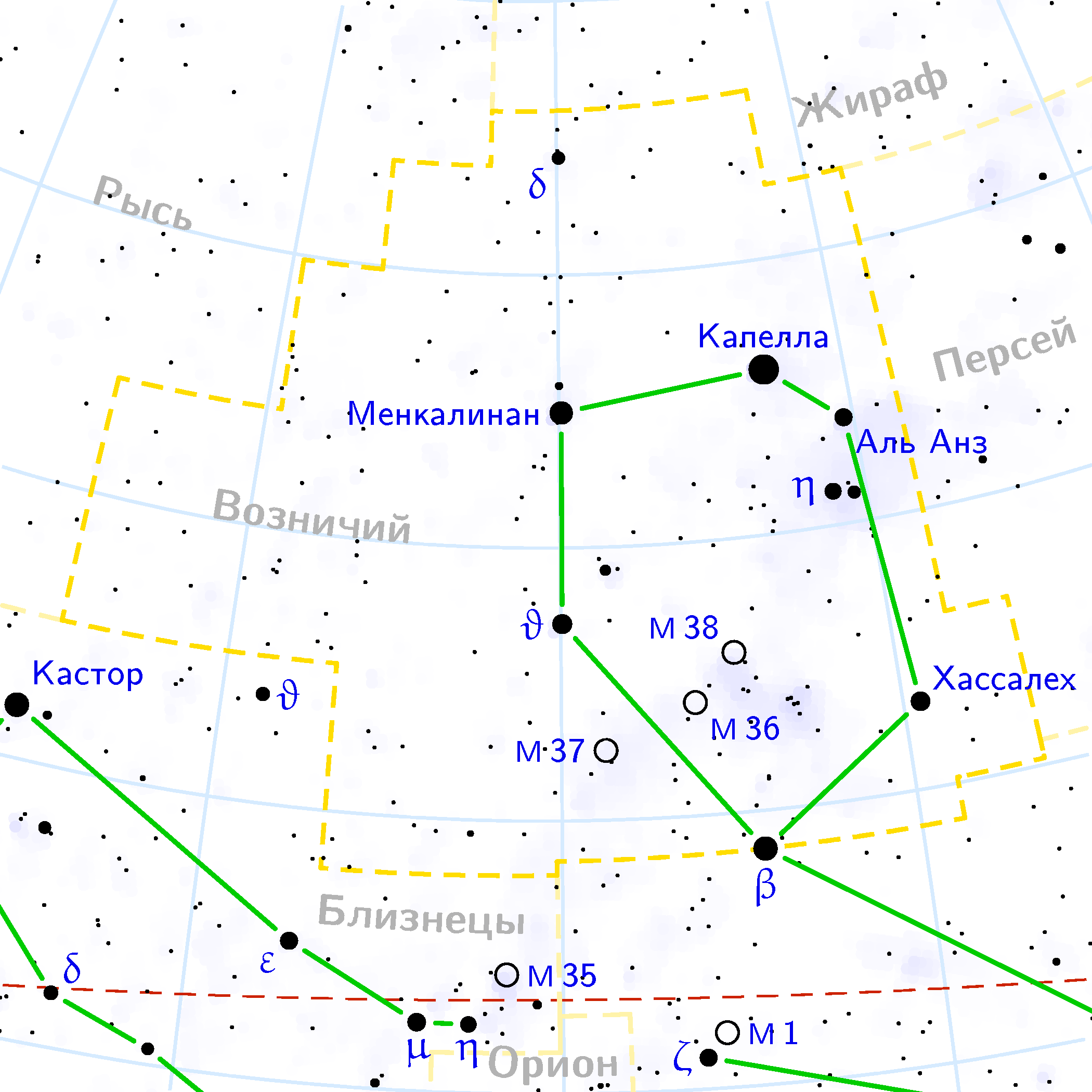
Рассеянное скопление M 37 находится в созвездии Возничего

M 37 — самое яркое из трёх знаменитых рассеянных скоплений Возничего. Как и все созвездие, оно может наблюдаться с осени по весну. В искатель телескопа или полевой бинокль скопление нетрудно найти примерно в 5 градусах южнее θ Возничего (точнее, υ Aur). В телескоп средней апертуры (150—200 мм) скопление разрешается примерно на сотню бело-жёлтых неярких звёзд, которые как рассыпанная манная крупа заполняют поле зрения окуляра. В центре скопления выделяется яркостью и цветом оранжевая двойная звезда.

### Соседи по небу из каталога Мессье

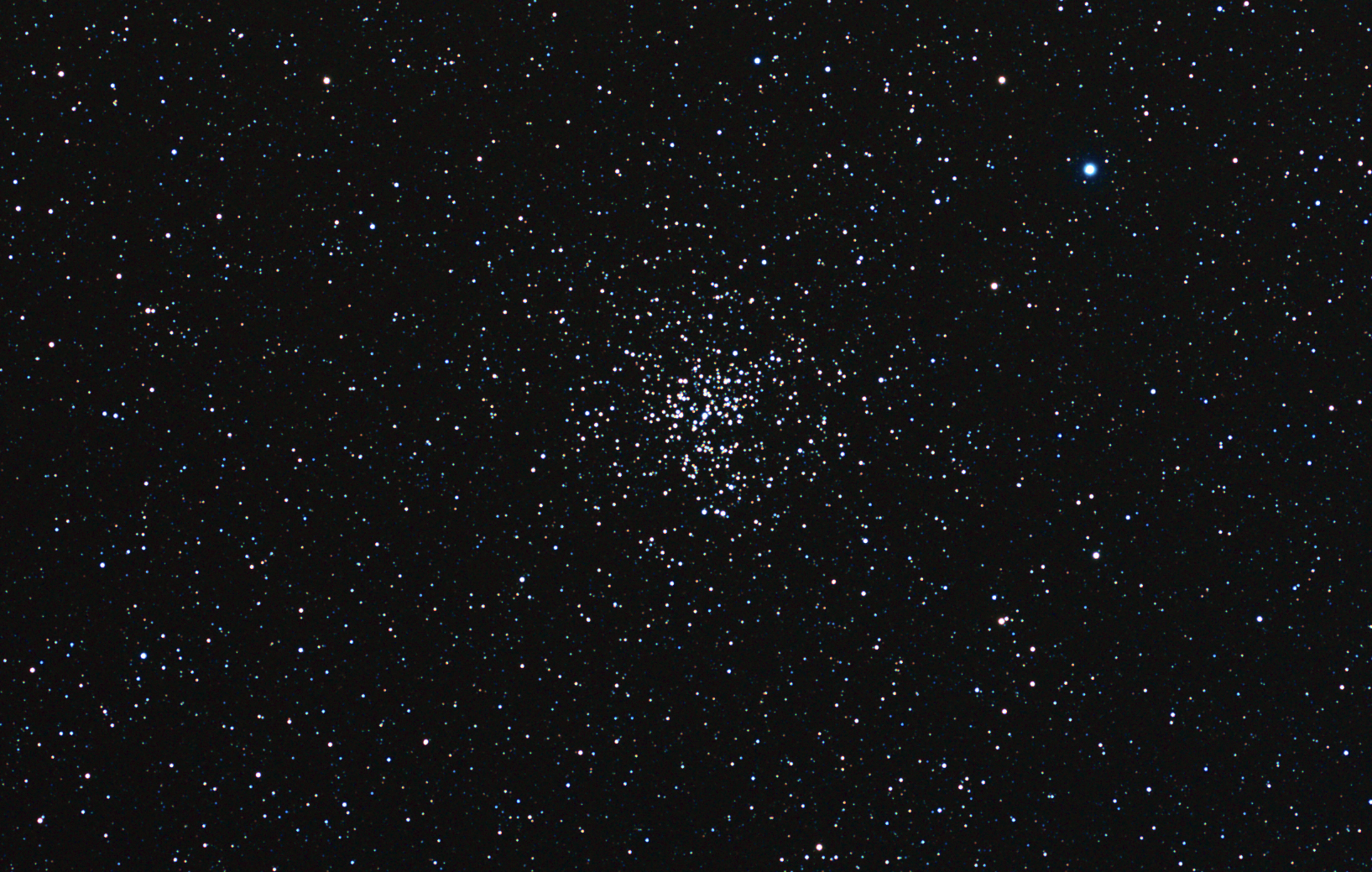
Рассеянное скопление М 37

- M 36 — (в трёх градусах на северо-запад) — ещё одно скопление Возничего;
- M 38 — (ещё дальше на северо-запад) — третье яркое скопление Возничего;
- M 45 — (к западу, также в созвездии Тельца) — скопление Плеяды;
- M 1 — (к югу, в созвездии Тельца) — знаменитая Крабовидная туманность;
- M 35 — (на юго-восток, в созвездии Близнецов) — яркое рассеянное скопление;

### Последовательность наблюдения в «Марафоне Мессье»
…M 38 → M 36 → M 37 → M 35 → M 41…